# Огарков, Александр Васильевич
Александр Васильевич Огарков (24 октября 1875, Усмань, Тамбовская губерния — 21 февраля 1963) — земский врач, руководитель Мытищинской лечебницы. Брат писателя В. В. Огаркова.

## Биография
Родился в г. Усмань (ныне Усманского района Липецкой области), в купеческой семье.
Огарков поступил на естественный факультет МГУ. В декабре 1894 г. за участие в студенческом движении арестован. Продолжил учебу в Киевском университете, а затем в Германии, где получил диплом доктора медицины Берлинского университета (в Москве подтвердил это дипломом с отличием).
В конце 1901 г. возвращается с женой из Берлина в Москву, в 1902 г. зачислен в Московскую Яузскую больницу. В 1903 г. переводится в Бахрушинскую больницу.
12.04.1904 г. во время дежурства в больнице был арестован и препровожден в Санкт-Петербург. В июле того же года отпущен на свободу.
В 1907 г. А. В. Огарков трудится вторым врачом в Солнечногорской больнице (1907—1911). В 1911 году Уездный санитарный совет назначает в Мытищинский участок А. В. Огаркова, совместно с В. А. Черчесовым, Е. А. Флеровым, руководить медицинской службой. С октября 1911 года врач Мытищинской лечебницы (руководитель лечебницы в 1911—1914 гг. и 1918—1930 гг.).
В Первую мировую войну А. В. Огарков мобилизуется в армию. Демобилизовавшись, с 1918 года трудится в Мытищинской больнице. Он ведущий руководитель медицинской службы и председатель бюро Московской уездной врачебной секции. Инспектор дезинфекционного бюро (1920-е). В 1918—1930 гг., будучи ведущим руководителем лечебницы, добился строительства новых корпусов, оборудовал рентгеновский и физиотерапевтический кабинеты.
В 1923 г. в волостном совете создается секция здравоохранения во главе с А. В. Огарковым. Ведущую роль в становлении Мытищинской медицины 1920-х годов играл её руководитель А. В. Огарков.

В 1933 году был назначен Государственным санитарным инспектором Мытищинского района. С 1943 г. он председатель Врачебно-трудовой экспертной комиссии (ВТЭК) Мытищинского машиностроительного завода (ОАО «Метровагонмаш»).
В микрорайоне Тайнинка до сих пор находится двухэтажный дом, предоставленный Советским государством А. В. Огаркову. Рабочая улица (Мытищи). Дом № 16 — дом, в котором жил хирург Александр Васильевич Огарков.

### Семья
- Дед — Федор Михайлович Огарков (1794—1871), купец второй гильдии. Построил тюремный замок (1834) и сдавал его правительству города в аренду, в 1861 г. устроил при тюрьме Федоровскую домовую церковь (в честь Святого Феодора Стратилата).
- Бабушка — игуменья Покровского девичьего монастыря, Зинаида Огаркова (1813—1888, погребена на кладбище при монастыре).
- Отец — Огарков Василий Федорович (1830—1910), купец второй гильдии (торговал кожей). Имел небольшой кожевенный завод (около 30 рабочих), впоследствии Усманский кожевенный завод «Энергия» исполнительного комитета Усманского уездного Совета РК и КД образованный в [1916-1917 гг.] (в его состав вошли бывшие заводы Файнберга Д. Х. и наследников Огаркова В. Ф.). С 1894 г. при кожевенном заводе некоторое время существовала школа, где преподавала К. В. Огаркова, дочь владельца завода. Школа была под бдительным надзором полиции, вскоре закрывшей её. С 1865 г. В. Ф. Огарков входил в товарищество Городского Общественного (майора Н. Н. Снежкова) Банка. Почетный мировой судья Усманского уездного съезда мировых судей. Член Уездной земской управы.
- Мать — Винокурова Аграфена (Агрипина) Алексеевна (?-1924). Заведовала детским приютом (1914—1916). Кроме Александра в семье Огарковых было ещё три сына (Федор, Василий и Павел) и три дочери (Наталия, Мария и Клавдия).

- Жена — Вера Фёдоровна (урожд. Ростовцева), (?-1951).

Дети:
- Георгий (1908—1928).
- Наталия (1902—1997) — школьный учитель.